# Tochuken Kumoemon
Pour plus de détails, voir Fiche technique et Distribution.
Tochuken Kumoemon (桃中軒雲右衛門, Kumoemon Tōchūken) est un film japonais de Mikio Naruse sorti en 1936.

## Synopsis

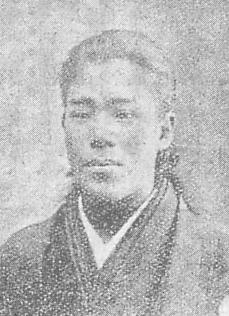
Kumoemon Tōchūken (1873-1916)

Kumoemon Tōchūken, le célèbre conteur naniwa-bushi, descend du train qui l'emmène à Tokyo de manière inexplicable à Shizuoka, provoquant la panique dans la troupe qui l'accompagne. Il est en effet attendu dans la capitale, après plusieurs années de tournée dans tout le pays. Son ami Kurata vient à sa rencontre, il pense qu'il craint de retourner dans la ville qu'il a fui huit ans auparavant, en abandonnant sa première femme et son fils Sentarō. Kumoemon Tōchūken passe la nuit à boire puis revoit son fils venu avec Kurata. Il décide au soulagement de tous de repartir le lendemain pour Tokyo.
Les représentations que donne Kumoemon Tōchūken à Tokyo sont un succès. Il fait la connaissance de Chidori, une geisha avec laquelle il s'affiche faisant les grands titres dans les journaux. Peu à peu, il s'éloigne de sa femme Otsuma, refusant même d'aller la voir à l'hôpital lorsque la santé de celle-ci se dégrade sérieusement, rien ne doit contrarier son art.
Ce n'est que lorsqu'Otsuma est mourante qu'il se décide à lui rendre une dernière visite, interprétant pour elle un ultime chant d'adieu.

## Fiche technique
- Titre français : Tochuken Kumoemon
- Titre original : 桃中軒雲右衛門 (Kumoemon Tōchūken?)
- Réalisation : Mikio Naruse
- Scénario : Mikio Naruse d'après un roman de Seika Mayama (ja) paru en 1927
- Photographie : Hiroshi Suzuki
- Montage : Kōichi Iwashita
- Musique : Noboru Itō (ja)
- Sociétés de production : P.C.L.
- Pays d'origine :  Empire du Japon
- Langue originale : japonais
- Format : noir et blanc — 1,37:1 — 35 mm — son mono
- Genre : drame
- Durée : 70 minutes[1] (métrage : 8 bobines - 1 918 m[1])
- Date de sortie :
  - Empire du Japon : 29 avril 1936[1]

## Distribution
- Ryūnosuke Tsukigata : Kumoemon Tōchūken
- Chikako Hosokawa : Otsuma, sa femme
- Sachiko Chiba : Chidori
- Kamatari Fujiwara : Shōgetsu
- Kaoru Itō : Sentarō, le fils de Kumoemon
- Masao Mishima : Kurata
- Asatarō Ichikawa : Takiemon
- Yoshio Kosugi : Tōun
- Kō Mihashi : Isono
- Shin Date : Akiba

## Autour du film
Mikio Naruse raconte qu'il n'a pu rencontrer Ryūnosuke Tsukigata qu'au début du tournage, deux mois après la distribution des rôles. Il est consterné de découvrir que l'acteur devant incarner Kumoemon Tōchūken, pourtant réputé pour ses talents de conteur naniwa-bushi, est en fait médiocre dans ce domaine.